# Mun Ui-je
Mun Ui-je (kor. 문 의제; ur. 10 lutego 1975) – południowokoreański zapaśnik w stylu wolnym. Dwukrotny srebrny medalista olimpijski z Sydney 2000 w kategorii 76 kg i Aten 2004 w kategorii 84 kg.
Pięciokrotny uczestnik mistrzostw świata, zdobył srebrne medale w 1998 i 2001. Sięgał po złoty medal na igrzyskach azjatyckich w 1998 i 2002. Najlepszy na igrzyskach Wschodniej Azji w 2001, drugi w 1997. Mistrz Azji w 1997 i drugi w 2004. Drugi w Pucharze Świata w 2002 roku. Pierwszy w Pucharze Azji w 2003.